# Amphisbaena carlgansi
Amphisbaena carlgansi är en masködla som beskrevs av Thomas och Hedges 1998. Amphisbaena carlgansi ingår i släktet Amphisbaena och familjen Amphisbaenidae. Inga underarter finns listade i Catalogue of Life.
Arten förekommer i Kuba på den sydvästligaste halvön. Den vistas i låglandet upp till 50 meter över havet. Habitatet utgörs av städsegröna buskskogar. Individerna gräver sig ner i marken. Honor lägger troligen ägg.
Landskapets omvandling till jordbruksmark och samhällen hotar beståndet. I utbredningsområdet ligger Desembarco del Granma nationalpark. IUCN listar arten som nära hotad (NT) men populationer utanför nationalparken klassificeras som akut hotad (CR).